# بخش‌های دپارتمان پوی-دو-دوم
بخش‌های دپارتمان پوی-دو-دوم (انگلیسی: Arrondissements of the Puy-de-Dôme department) شامل ۵ بخش به شرح زیر است:
1. بخش امبرت با ۵۸ کمون (فرانسه) و جمعیت ۲۶هزار نفر در سال ۲۰۱۳ می‌باشد.
2. بخش کلرمونت-فران با ۷۵ کمون (فرانسه) و جمعیت ۳۷۴ هزار نفر در سال ۲۰۱۳ می‌باشد.
3. بخش ایسوار با ۱۳۵ کمون (فرانسه) و جمعیت ۶۲ هزار نفر در سال ۲۰۱۳ می‌باشد.
4. بخش ریوم با ۱۵۵ کمون (فرانسه) و جمعیت ۱۲۰ هزار نفر در سال ۲۰۱۳ می‌باشد.
5. بخش تیئر با ۴۴ کمون (فرانسه) و جمعیت ۵۷ هزار نفر در سال ۲۰۱۳ می‌باشد.